# Vítor Dias Trovão
Vitor Dias Trovão (Axixá, 15 de junho de 1921 – São Luís, 16 de outubro de 2011) foi um industrial, pecuarista e político brasileiro que foi deputado federal pelo Maranhão.

## Dados biográficos
Filho de Alexandre Mamede Trovão e Maria José Dias Trovão. Dedicado à indústria e à pecuária, estreou na política ao eleger-se prefeito de Coroatá pela ARENA em 1966. Eleito deputado federal em 1978, 1982 e 1986, ingressou no PDS em 1980.  Em 1984 votou contra a Emenda Dante de Oliveira em 1984 e em Tancredo Neves no Colégio Eleitoral em 1985, ano que entrou no PFL. Em seu último mandato ajudou a escrever a Constituição de 1988.
Foi sucedido como deputado federal por seu genro, Ricardo Murad, em 1990. Eleito prefeito de Coroatá em 1992, este renunciou antes da posse em favor de sua esposa, Teresa Trovão Murad, que retornaria ao Executivo municipal em 2012.